# Coupe du monde de VTT 2000
Navigation
1999 2001
La Coupe du monde de VTT 2000 est la 10e édition de la Coupe du monde de VTT. Elle comprend trois disciplines : cross-country, descente et dual slalom. Chaque discipline est composée de 8 étapes.

## Cross-country

### Hommes
| # | Date        | Lieu             | Vainqueur          | Deuxième            | Troisième            | Leader du général  |
| - | ----------- | ---------------- | ------------------ | ------------------- | -------------------- | ------------------ |
| 1 | 26 mars     | Napa Valley      | Bas van Dooren     | Miguel Martinez     | Marcel Heller        | Bas van Dooren     |
| 2 | 2 avril     | Mazatlan         | Martino Fruet      | Rune Høydahl        | Lado Fumic           | Martino Fruet      |
| 3 | 30 avril    | Houffalize       | Filip Meirhaeghe   | Christophe Dupouey  | José Antonio Hermida | Martino Fruet      |
| 4 | 7 mai       | Sankt Wendel     | Christophe Dupouey | Bas van Dooren      | Miguel Martinez      | Christophe Dupouey |
| 5 | 14 mai      | Sarentino        | Miguel Martinez    | Marco Bui           | Christophe Dupouey   | Christophe Dupouey |
| 6 | 2 juillet   | Mont Sainte-Anne | Cadel Evans        | Christoph Sauser    | Christophe Dupouey   | Christophe Dupouey |
| 7 | 9 juillet   | Canmore          | Cadel Evans        | Bas van Dooren      | Roland Green         | Miguel Martinez    |
| 8 | 3 septembre | Lausanne         | Filip Meirhaeghe   | Thomas Frischknecht | Roel Paulissen       | Miguel Martinez    |

| Pos | Cycliste            | Pts  |
| --- | ------------------- | ---- |
| 1.  | Miguel Martinez     | 1103 |
| 2.  | Bas van Dooren      | 993  |
| 3.  | Christophe Dupouey  | 970  |
| 4.  | Thomas Frischknecht | 808  |
| 5.  | Christoph Sauser    | 743  |
| 6.  | Filip Meirhaeghe    | 695  |
| 7.  | Cadel Evans         | 687  |
| 8.  | Lado Fumic          | 649  |
| 9.  | Bart Brentjens      | 615  |
| 10. | Roland Green        | 593  |

### Femmes
| # | Date        | Lieu             | Vainqueur         | Deuxième              | Troisième          | Leader du général |
| - | ----------- | ---------------- | ----------------- | --------------------- | ------------------ | ----------------- |
| 1 | 26 mars     | Napa Valley      | Mary Grigson      | Alison Dunlap         | Alison Sydor       | Mary Grigson      |
| 2 | 2 avril     | Mazatlan         | Alison Sydor      | Alison Dunlap         | Laurence Leboucher | Alison Dunlap     |
| 3 | 30 avril    | Houffalize       | Margarita Fullana | Corine Dorland        | Mary Grigson       | Alison Dunlap     |
| 4 | 7 mai       | Sankt Wendel     | Barbara Blatter   | Alison Dunlap         | Margarita Fullana  | Alison Dunlap     |
| 5 | 14 mai      | Sarentino        | Margarita Fullana | Barbara Blatter       | Alison Sydor       | Alison Dunlap     |
| 6 | 2 juillet   | Mont Sainte-Anne | Barbara Blatter   | Chrissy Redden        | Regina Marunde     | Alison Dunlap     |
| 7 | 9 juillet   | Canmore          | Barbara Blatter   | Alison Sydor          | Alla Epifánova     | Barbara Blatter   |
| 8 | 3 septembre | Lausanne         | Margarita Fullana | Elsbeth van Rooy-Vink | Hedda zu Putlitz   | Barbara Blatter   |

| Pos | Cycliste          | Pts  |
| --- | ----------------- | ---- |
| 1.  | Barbara Blatter   | 1265 |
| 2.  | Alison Dunlap     | 1180 |
| 3.  | Alison Sydor      | 1012 |
| 4.  | Margarita Fullana | 920  |
| 5.  | Mary Grigson      | 830  |
| 6.  | Chrissy Redden    | 689  |
| 7.  | Corine Dorland    | 657  |
| 8.  | Alla Epifánova    | 579  |
| 9.  | Chantal Daucourt  | 558  |
| 10. | Regina Marunde    | 557  |

## Descente

### Hommes
| # | Date        | Lieu             | Vainqueur           | Deuxième         | Troisième           | Leader du général   |
| - | ----------- | ---------------- | ------------------- | ---------------- | ------------------- | ------------------- |
| 1 | 21 mai      | Les Gets         | David Vázquez López | Nicolas Vouilloz | Mickaël Pascal      | David Vázquez López |
| 2 | 28 mai      | Cortina          | Nicolas Vouilloz    | Bas de Bever     | Eric Carter         | Nicolas Vouilloz    |
| 3 | 3 juin      | Maribor          | Nicolas Vouilloz    | Mickaël Pascal   | Steve Peat          | Nicolas Vouilloz    |
| 4 | 1er juillet | Mont Sainte-Anne | Fabien Barel        | Nicolas Vouilloz | Steve Peat          | Nicolas Vouilloz    |
| 5 | 16 juillet  | Vail             | Steve Peat          | Nicolas Vouilloz | Nathan Rennie       | Nicolas Vouilloz    |
| 6 | 23 juillet  | Arai             | Nicolas Vouilloz    | Steve Peat       | Gerwin Peters       | Nicolas Vouilloz    |
| 7 | 13 août     | Kaprun           | Nicolas Vouilloz    | Steve Peat       | David Vázquez López | Nicolas Vouilloz    |
| 8 | 27 août     | Leysin           | Cédric Gracia       | Nicolas Vouilloz | Mickaël Pascal      | Nicolas Vouilloz    |

| Pos | Coureur             | Pts  |
| --- | ------------------- | ---- |
| 1.  | Nicolas Vouilloz    | 1800 |
| 2.  | Steve Peat          | 1330 |
| 3.  | David Vázquez López | 1139 |
| 4.  | Cédric Gracia       | 806  |
| 5.  | Mickaël Pascal      | 788  |
| 6.  | Fabien Barel        | 765  |
| 7.  | Bas de Bever        | 732  |
| 8.  | Gerwin Peters       | 730  |
| 9.  | Greg Minnaar        | 624  |
| 10. | Óscar Saiz          | 567  |

### Femmes
| # | Date        | Lieu             | Vainqueur              | Deuxième               | Troisième     | Leader du général      |
| - | ----------- | ---------------- | ---------------------- | ---------------------- | ------------- | ---------------------- |
| 1 | 21 mai      | Les Gets         | Anne-Caroline Chausson | Sabrina Jonnier        | Missy Giove   | Anne-Caroline Chausson |
| 2 | 28 mai      | Cortina          | Anne-Caroline Chausson | Missy Giove            | Leigh Donovan | Anne-Caroline Chausson |
| 3 | 3 juin      | Maribor          | Leigh Donovan          | Anne-Caroline Chausson | Missy Giove   | Anne-Caroline Chausson |
| 4 | 1er juillet | Mont Sainte-Anne | Missy Giove            | Anne-Caroline Chausson | Katja Repo    | Anne-Caroline Chausson |
| 5 | 16 juillet  | Vail             | Anne-Caroline Chausson | Missy Giove            | Katja Repo    | Anne-Caroline Chausson |
| 6 | 23 juillet  | Arai             | Anne-Caroline Chausson | Missy Giove            | Marla Streb   | Anne-Caroline Chausson |
| 7 | 13 août     | Kaprun           | Anne-Caroline Chausson | Missy Giove            | Leigh Donovan | Anne-Caroline Chausson |
| 8 | 27 août     | Leysin           | Anne-Caroline Chausson | Leigh Donovan          | Céline Gros   | Anne-Caroline Chausson |

| Pos | Coureuse               | Pts  |
| --- | ---------------------- | ---- |
| 1.  | Anne-Caroline Chausson | 1900 |
| 2.  | Missy Giove            | 1540 |
| 3.  | Leigh Donovan          | 1020 |
| 4.  | Sabrina Jonnier        | 971  |
| 5.  | Katja Repo             | 964  |
| 6.  | Marla Streb            | 707  |
| 7.  | Helen Mortimer         | 699  |
| 8.  | Sari Jörgensen         | 631  |
| 9.  | Marielle Saner         | 617  |
| 10. | Nolvenn Le Caër        | 612  |

## Dual slalom

### Hommes
| # | Date       | Lieu             | Vainqueur     | Deuxième         | Troisième        | Leader du général |
| - | ---------- | ---------------- | ------------- | ---------------- | ---------------- | ----------------- |
| 1 | 21 mai     | Les Gets         | Brian Lopes   | Cédric Gracia    | Mickaël Deldycke | Brian Lopes       |
| 2 | 27 mai     | Cortina          | Brian Lopes   | Scott Beaumont   | Cédric Gracia    | Brian Lopes       |
| 3 | 2 juin     | Maribor          | Brian Lopes   | Wade Bootes      | Eric Carter      | Brian Lopes       |
| 4 | 30 juin    | Mont Sainte-Anne | Cédric Gracia | Scott Beaumont   | Steve Peat       | Brian Lopes       |
| 5 | 15 juillet | Vail             | Brian Lopes   | Mickaël Deldycke | Eric Carter      | Brian Lopes       |
| 6 | 22 juillet | Arai             | Brian Lopes   | Wade Bootes      | Mike King        | Brian Lopes       |
| 7 | 12 août    | Kaprun           | Brian Lopes   | Cédric Gracia    | Wade Bootes      | Brian Lopes       |
| 8 | 26 août    | Leysin           | Brian Lopes   | Mickaël Deldycke | Cédric Gracia    | Brian Lopes       |

| Pos | Coureur          | Pts |
| --- | ---------------- | --- |
| 1.  | Brian Lopes      | 365 |
| 2.  | Cédric Gracia    | 211 |
| 3.  | Wade Bootes      | 162 |
| 4.  | Mickaël Deldycke | 142 |
| 5.  | Scott Beaumont   | 125 |
| 6.  | Eric Carter      | 118 |
| 7.  | Steve Peat       | 93  |
| 8.  | Mike King        | 81  |
| 9.  | Karim Amour      | 62  |
| 10. | Guido Tschugg    | 45  |

### Femmes
| # | Date       | Lieu             | Vainqueur              | Deuxième      | Troisième       | Leader du général      |
| - | ---------- | ---------------- | ---------------------- | ------------- | --------------- | ---------------------- |
| 1 | 21 mai     | Les Gets         | Sabrina Jonnier        | Sarah Stieger | Malin Lindgren  | Sabrina Jonnier        |
| 2 | 27 mai     | Cortina          | Anne-Caroline Chausson | Leigh Donovan | Sabrina Jonnier | Sabrina Jonnier        |
| 3 | 2 juin     | Maribor          | Anne-Caroline Chausson | Leigh Donovan | Sabrina Jonnier | Sabrina Jonnier        |
| 4 | 30 juin    | Mont Sainte-Anne | Anne-Caroline Chausson | Tara Llanes   | Katrina Miller  | Anne-Caroline Chausson |
| 5 | 15 juillet | Vail             | Anne-Caroline Chausson | Tara Llanes   | Katrina Miller  | Anne-Caroline Chausson |
| 6 | 22 juillet | Arai             | Anne-Caroline Chausson | Leigh Donovan | Katrina Miller  | Anne-Caroline Chausson |
| 7 | 12 août    | Kaprun           | Anne-Caroline Chausson | Tara Llanes   | Sarah Stieger   | Anne-Caroline Chausson |
| 8 | 26 août    | Leysin           | Anne-Caroline Chausson | Tara Llanes   | Sari Jörgensen  | Anne-Caroline Chausson |

| Pos | Coureuse               | Pts |
| --- | ---------------------- | --- |
| 1.  | Anne-Caroline Chausson | 500 |
| 2.  | Tara Llanes            | 380 |
| 3.  | Leigh Donovan          | 300 |
| 4.  | Sabrina Jonnier        | 280 |
| 5.  | Sari Jörgensen         | 280 |
| 6.  | Katrina Miller         | 249 |
| 7.  | Sarah Stieger          | 166 |
| 8.  | Cheri Elliott          | 143 |
| 9.  | Malin Lindgren         | 136 |
| 10. | Lisa Sher              | 120 |